# Pierre Kerkhoffs
Pierre Kerkhoffs (Geleen, 26 marzo 1936 – 19 ottobre 2021) è stato un calciatore olandese, di ruolo attaccante.

## Palmarès

### Club

#### Competizioni nazionali
- Campionato olandese: 1

PSV: 1962-1963
- Campionato svizzero: 1

Losanna: 1964-1965

### Individuale
- Capocannoniere dell'Eredivisie: 1

1962-1963 (22 gol)
- Capocannoniere della Coppa delle Coppe UEFA: 1

1964-1965 (6 gol a pari merito con Mašek e Mraz)